# 聖米尼亞托主教座堂
43°40′46.68″N 10°51′05.51″E / 43.6796333°N 10.8515306°E
圣米尼亞托圣母升天圣格內修斯主教座堂（Cattedrale di Santa Maria Assunta e di San Genesio）位于意大利托斯卡纳大区比萨省圣米尼亚托，是天主教聖米尼亞托教區的主教座堂。
该堂建于12-18世纪。建筑风格为哥特式、巴洛克式。1622年聖米尼亞托教區成立，该堂升为主教座堂。该堂位于城市最古老的部分，所在的广场有古代城堡以及主教宫。 
1944年7月22日，美军轰炸造成55人死亡，当时教堂里挤满了人，他们被德国人聚集在广场。

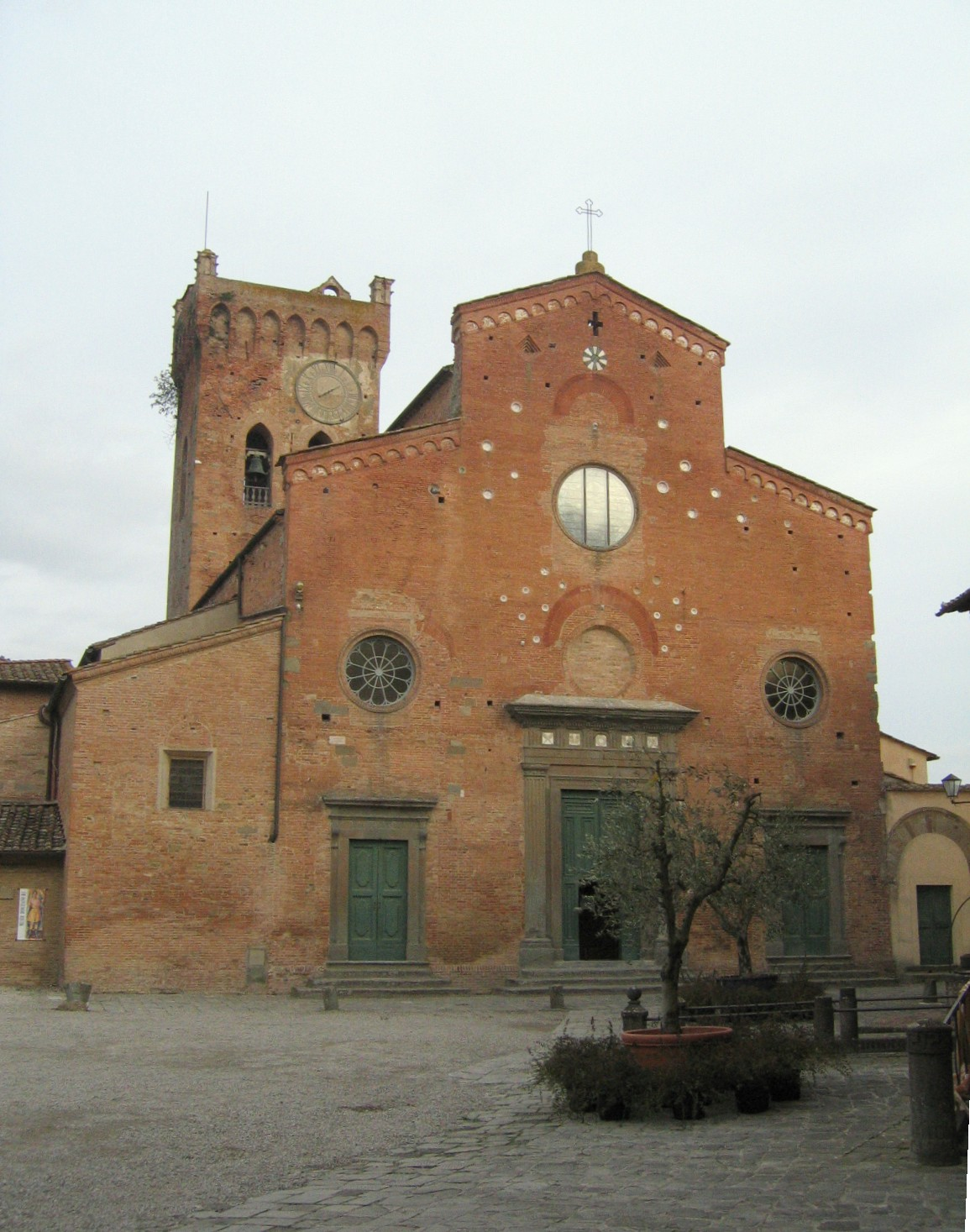
La facciata

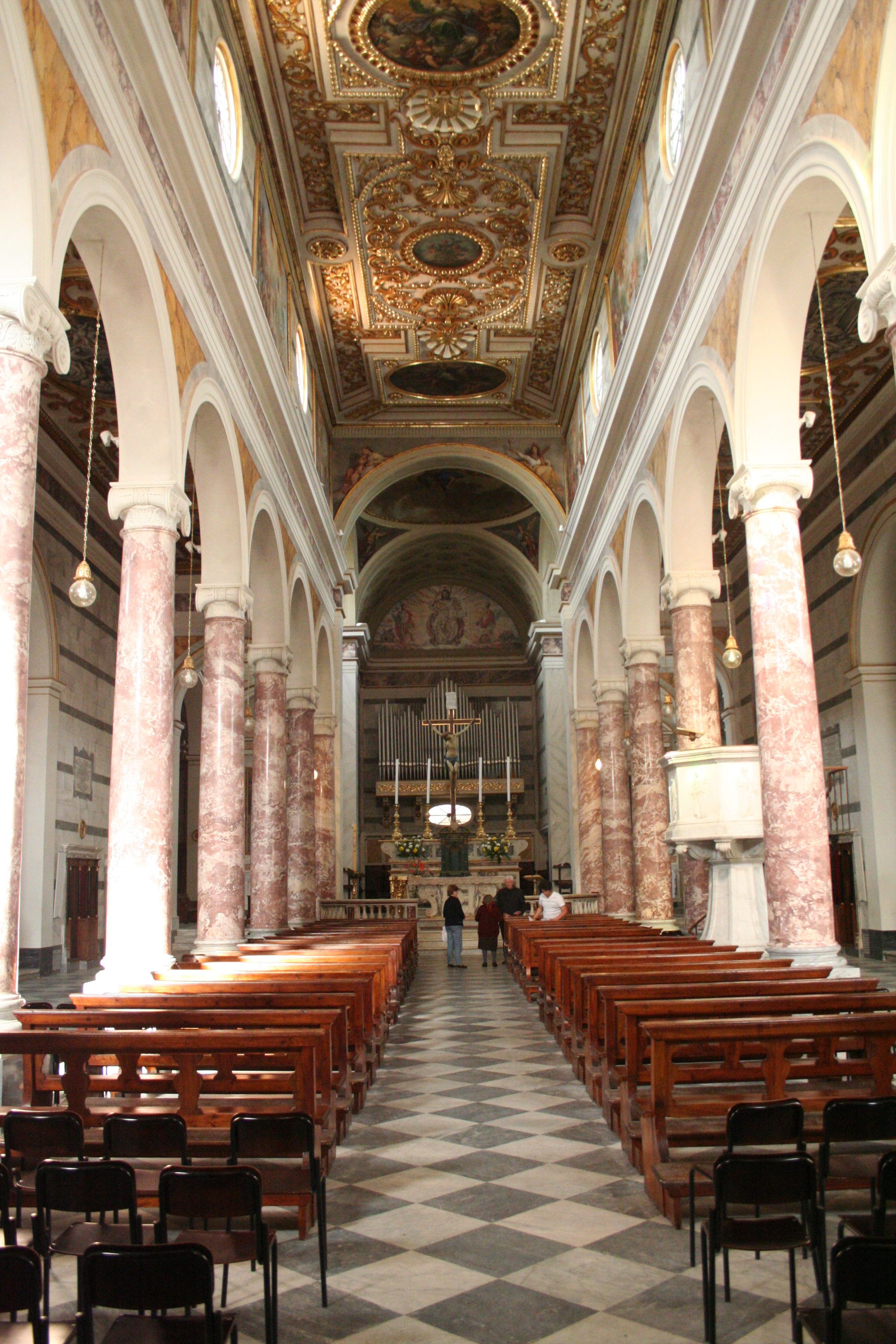
L'interno

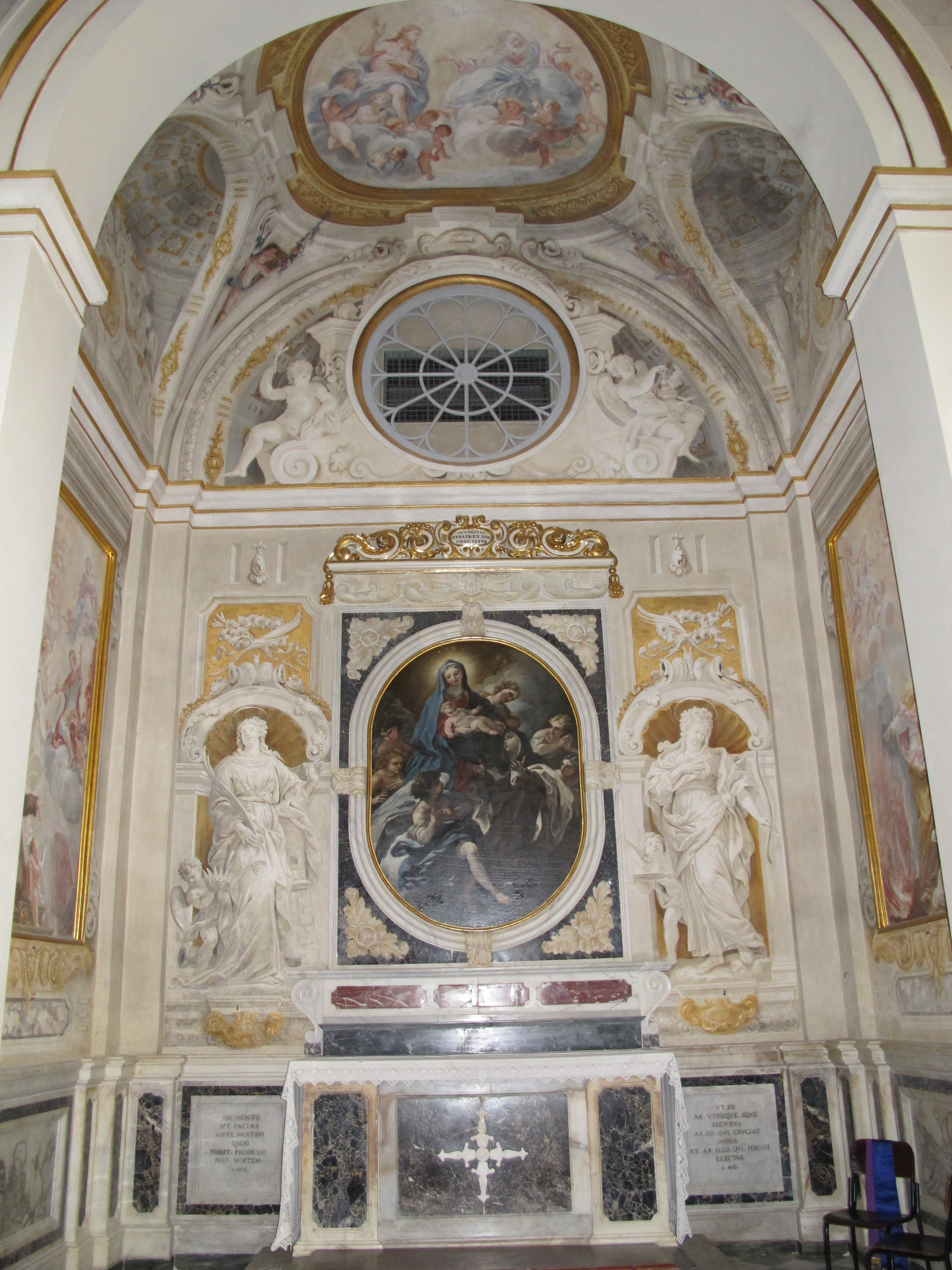

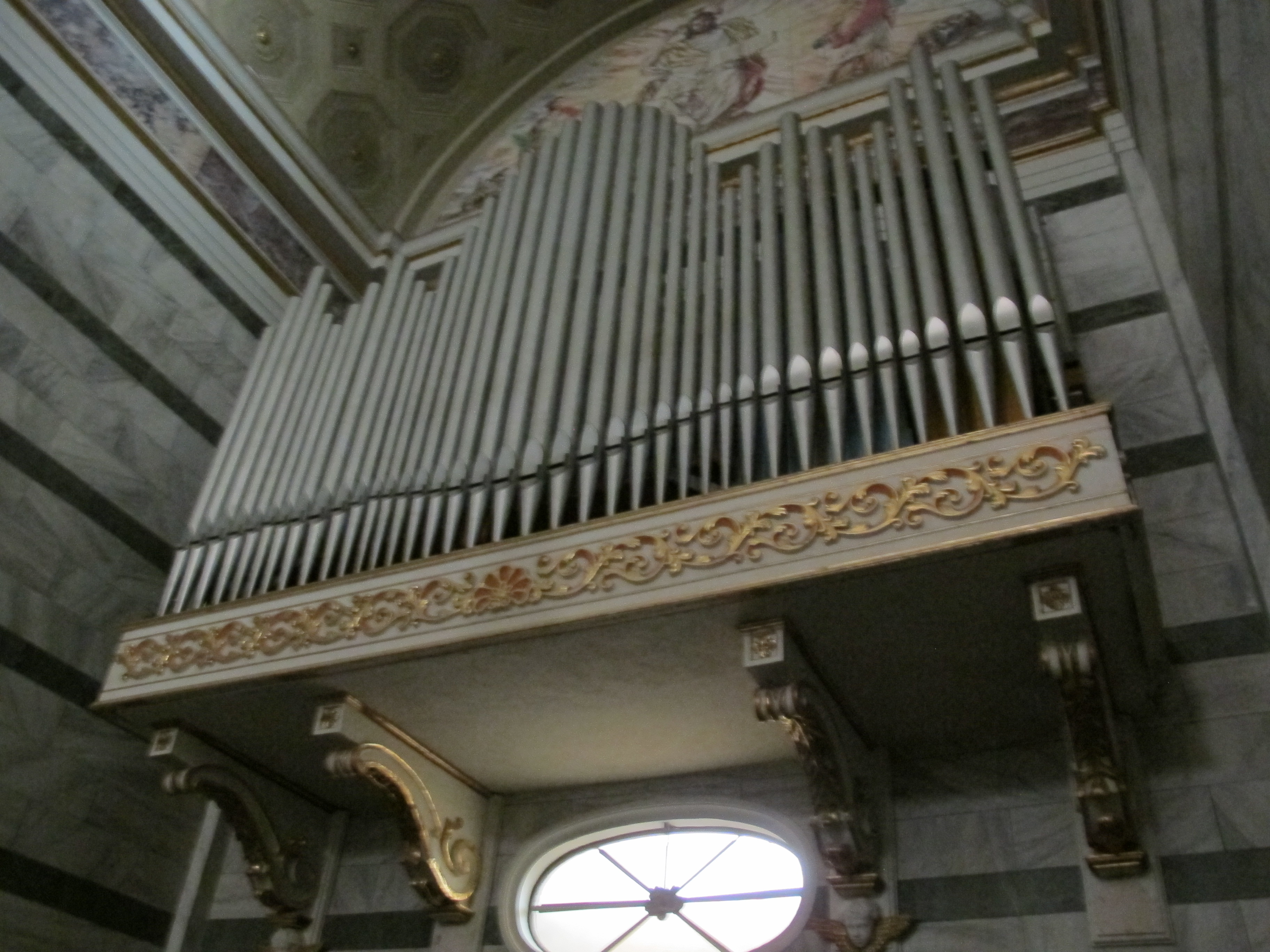
L'organo